# LaSciencedAbord
LaSciencedAbord est un projet canadien de lutte contre la désinformation sur Internet, sur des bases scientifiques, en particulier en ce qui concerne la pandémie de COVID-19. Débutée le 25 janvier 2021, elle réunit des scientifiques indépendants, des professionnels de la santé et des vulgarisateurs scientifiques.

## Objectifs et histoire
L'idée d'une campagne pour aider à contrer la désinformation circulant sur Internet à propos de la pandémie de COVID-19 a émergé d'une conversation entre le sénateur Stan Kutcher et Timothy Caulfield. L'initiative est coordonnée par trois organismes: l'Association canadienne des centres de science, COVID-19 Ressources Canada et l'Institut du droit de la santé de l'Université de l'Alberta,,.
Le groupe vise à susciter la dissémination la plus large possible d'informations produites par ses membres, ou reprises de sources fiables. Il est aussi programmé une surveillance des médias sociaux. En plus de recruter des athlètes et d'autres personnes bien connues, la campagne construit un réseau de bénévoles aptes à augmenter la distribution de l'information sélectionnée.
LaSciencedAbord compte s'attarder tout particulièrement à la désinformation portant sur la vaccination à la COVID-19, qui risque d'affecter le taux de vaccination. Caufield a souligné que la quantité de fausses informations circulant au cours de l'épidémie est sans précédent; il espère que l'initiative peut aider les gens à trouver de l'information fiable,.
La campagne utilise Twitter, Facebook et Instagram. Elle s'inspire des bonnes pratiques en matière de communication de la science telle qu'identifiées dans différents travaux de recherche,.